# Ленау, Николаус
Николаус Ленау (нем. Nikolaus Lenau, собственно Николаус Франц Нимбш, эдлер фон Штреленау; 13 августа 1802, Чатад, Банат, Королевство Венгрия в составе Габсбургской монархии (ныне Ленаухайм, жудец Тимиш, Румыния) — 22 августа 1850, Обердёблинг, ныне район Вены) — австрийский поэт-романтик. Считается крупнейшим на немецком языке поэтом «мировой скорби» и величайшим лириком в истории Австрии.

## Биография
Из дворянской семьи чиновника, которого разорило пристрастие к азартным играм. В 1807 году потерял отца, после чего мать вторично вышла замуж. Учился праву и медицине в Вене и Прессбурге, курса нигде не кончил. После смерти матери (1829) погрузился в депрессию, которая определила меланхолическую тональность его стихов.
В 1831 году приехал в Гейдельберг и Штутгарт, где познакомился с поэтами швабской школы (Л. Уланд, Г. Шваб). Не находя себе места, через год уехал в США и купил земельный участок в штате Огайо, но не прижился и там. С 1833 года жил в Вене и Штутгарте. Городом Ленау считается Штоккерау, в лесистых окрестностях которого поэт любил бродить. 
Ленау был долго и безнадежно влюблен в жену друга (Sophie von Löwenthal; 1810-1889). У него развилась душевная болезнь. Октябрьским утром 1844 года он выскочил из окна (очевидно, желая покончить с собой) и помчался по улице с криками: «Восстание! Свобода! Пожар! На помощь!» 
После этого эпизода в течение шести лет (до самой смерти) содержался в лечебнице для душевнобольных. Могила Ленау находится в Вайдлинге на склоне горы Каленберг.

## Творчество
В печати дебютировал лишь в 1827 году, хотя стихи писал с юности. С 1830 года полностью посвятил себя поэтическому творчеству. В поэме «Савонарола» (1837) представил свободу от всяческой тирании как основу христианского мировоззрения. Внёс вклад в разработку образов Фауста (поэма 1836 года) и Дон Жуана (драматическая поэма о последнем осталась незавершённой). Публикация всех трёх поэм столкнулась с противодействием цензуры.

## Наследие
В дореволюционной России Ленау был одним из самых переводимых поэтов. В частности, его стихи переводили Тютчев, Фет, Вейнберг, Плещеев, Апухтин, Волошин, Луначарский, Брюсов, Бальмонт, Мария Карп и др. Четверостишие из стихотворения Ленау «Dein Bild» послужило эпиграфом к книге Бориса Пастернака «Сестра моя — жизнь».
Песни на стихи Ленау писали Феликс Мендельсон, Фанни Мендельсон, Роберт Шуман, Франц Лист, Хуго Вольф, Рихард Штраус, Арнольд Шёнберг, Альбан Берг, Антон Рубинштейн, Николай Метнер, Чарлз Айвз, Роберт Франц и другие композиторы.
В 1854 году появилась биография Ленау, написанная его другом Франклом, а в 1855 году вышло 4-томное собрание сочинений Ленау, составленное Анастазиусом Грюном. В 1891 году Франкл издал дневники и письма поэта. В 1855 г. Фердинанд Кюрнбергер написал сатирический роман «Уставший от Америки», где прототипом главного героя предположительно послужил Ленау. 
Ленау оказал влияние на Кьеркегора и Ницше, которые высоко его ценили. Его именем названы улица и сквер в Вене. Трансильванская деревня, где родился Ленау, в 1926 г. была переименована в его честь.
По поэмам Ленау Марсель Л'Эрбье поставил фильм «Дон Жуан и Фауст» (1922). Жизни Ленау посвящён роман Петера Хертлинга «Нимбш» (1964).

## Сочинения
Переводы на русский язык
- Ленау Н. Стихотворения. Ян Жижка. М.: Государственное издательство художественной литературы, 1956. 206 с.
- Ленау Н. Фауст / Пер. А. Г. Гинецинского. СПб., 1999.
- Ленау Н. Савонарола / Пер. с нем. В. Колесников, С. Орлова. М., 2003.
- Николаус Ленау. Дон Жуан. Поэма. = Don Juan (Fragment) / пер. с нем. М. П. Карп. — СПб.: Corvus, Terra Fantastica, 2000. — С. 369-409. — (Библиотека мировой литературы («Корвус»)). — ISBN 5-7921-0325-9.